# Resolutie 710 Veiligheidsraad Verenigde Naties
Resolutie 710 van de Veiligheidsraad van de Verenigde Naties was de tweede resolutie die de Veiligheidsraad op 12 september 1991 aannam.
Alle drie gingen over het VN-lidmaatschap van de Baltische landen. Deze resolutie werd met unanimiteit goedgekeurd.

## Inhoud
De Veiligheidsraad had de kandidatuur voor de Verenigde Naties van de Republiek Letland bestudeerd, en raadde de Algemene Vergadering aan om Letland lidmaatschap van de VN te verlenen.

## Verwante resoluties
- Resolutie 704 Veiligheidsraad Verenigde Naties over de aanbeveling van de Marshalleilanden.
- Resolutie 709 Veiligheidsraad Verenigde Naties over de aanbeveling van Estland.
- Resolutie 711 Veiligheidsraad Verenigde Naties over de aanbeveling van Litouwen.

Lijst ·  684 ·  685 ·  686 ·  687 ·  688 ·  689 ·  690 ·  691 ·  692 ·  693 ·  694 ·  695 ·  696 ·  697 ·  698 ·  699 ·  700 ·  701 ·  702 ·  703 ·  704 ·  705 ·  706 ·  707 ·  708 ·  709 ·  710 ·  711 ·  712 ·  713 ·  714 ·  715 ·  716 ·  717 ·  718 ·  719 ·  720 ·  721 ·  722 ·  723 ·  724 ·  725